# Rotterdam Open 2013 - Qualificazioni singolare
Le qualificazioni del singolare del Rotterdam Open 2013 sono state un torneo di tennis preliminare per accedere alla fase finale della manifestazione. I vincitori dell'ultimo turno sono entrati di diritto nel tabellone principale. In caso di ritiro di uno o più giocatori aventi diritto a questi sono subentrati i lucky loser, ossia i giocatori che hanno perso nell'ultimo turno ma che avevano una classifica più alta rispetto agli altri partecipanti che avevano comunque perso nel turno finale.

## Teste di serie
1. Tatsuma Itō (ritirato, primo turno)
2. Tobias Kamke (ultimo turno)
3. Daniel Brands (qualificato)
4. Andreas Haider-Maurer (primo turno)

1. Sergiy Stakhovsky (primo turno)
2. Rajeev Ram (ultimo turno)
3. Josselin Ouanna (ultimo turno)
4. Dmitrij Tursunov (primo turno)

## Qualificati
1. Matteo Viola
2. Ernests Gulbis

1. Daniel Brands
2. Matthias Bachinger

## Tabellone qualificazioni

### Legenda
| - Q = Qualificato - WC = Wild card - LL = Lucky loser | - ALT = Alternate - SE = Special Exempt - PR = Protected Ranking | - w/o = Walkover - r = Ritirato - d = Squalificato |

### Sezione 1
|  | Primo turno | Primo turno       | Primo turno | Primo turno | Primo turno |  |  | Ultimo turno | Ultimo turno      | Ultimo turno      | Ultimo turno | Ultimo turno |  |
|  |             |                   |             |             |             |  |  |              |                   |                   |              |              |  |
|  | 1           | Tatsuma Itō       | 3           | 0           | r           |  |  |              |                   |                   |              |              |  |
|  |             | Matteo Viola      | 6           | 1           |             |  |  |              | Matteo Viola      | Matteo Viola      | 7            | 6            |  |
|  | WC          | Jesse Huta Galung | 1           | 6           | 6           |  |  | WC           | Jesse Huta Galung | Jesse Huta Galung | 64           | 2            |  |
|  | 8           | Dmitrij Tursunov  | 6           | 3           | 3           |  |  |              |                   |                   |              |              |  |

### Sezione 2
|  | Primo turno | Primo turno       | Primo turno       | Primo turno | Primo turno |  |  | Ultimo turno | Ultimo turno   | Ultimo turno   | Ultimo turno | Ultimo turno |  |
|  |             |                   |                   |             |             |  |  |              |                |                |              |              |  |
|  | 2           | Tobias Kamke      | 5                 | 6           | 7           |  |  |              |                |                |              |              |  |
|  |             | Marco Chiudinelli | 7                 | 2           | 5           |  |  | 2            | Tobias Kamke   | Tobias Kamke   | 1            | 4            |  |
|  |             | Ernests Gulbis    | Ernests Gulbis    | 6           | 6           |  |  |              | Ernests Gulbis | Ernests Gulbis | 6            | 6            |  |
|  | 5           | Sergiy Stakhovsky | Sergiy Stakhovsky | 3           | 4           |  |  |              |                |                |              |              |  |

### Sezione 3
|  | Primo turno | Primo turno         | Primo turno      | Primo turno | Primo turno |  |  | Ultimo turno | Ultimo turno  | Ultimo turno  | Ultimo turno | Ultimo turno |  |
|  |             |                     |                  |             |             |  |  |              |               |               |              |              |  |
|  | 3           | Daniel Brands       | Daniel Brands    | 6           | 7           |  |  |              |               |               |              |              |  |
|  |             | Michail Kukuškin    | Michail Kukuškin | 2           | 62          |  |  | 3            | Daniel Brands | Daniel Brands | 7            | 6            |  |
|  | WC          | Fabian van der Lans | 7                | 1           | 1           |  |  | 6            | Rajeev Ram    | Rajeev Ram    | 68           | 4            |  |
|  | 6           | Rajeev Ram          | 5                | 6           | 6           |  |  |              |               |               |              |              |  |

### Sezione 4
|  | Primo turno | Primo turno           | Primo turno      | Primo turno | Primo turno |  |  | Ultimo turno | Ultimo turno       | Ultimo turno | Ultimo turno | Ultimo turno |  |
|  |             |                       |                  |             |             |  |  |              |                    |              |              |              |  |
|  | 4           | Andreas Haider-Maurer | 3                | 7           | 4           |  |  |              |                    |              |              |              |  |
|  |             | Matthias Bachinger    | 6                | 5           | 6           |  |  |              | Matthias Bachinger | 4            | 7            | 6            |  |
|  | WC          | Matwé Middelkoop      | Matwé Middelkoop | 3           | 1           |  |  | 7            | Josselin Ouanna    | 6            | 67           | 4            |  |
|  | 7           | Josselin Ouanna       | Josselin Ouanna  | 6           | 6           |  |  |              |                    |              |              |              |  |